# Сен-Дизан-дю-Гюа
Сен-Диза́н-дю-Гюа́ (фр. Saint-Dizant-du-Gua) — коммуна во Франции, находится в регионе Пуату — Шаранта. Департамент коммуны — Шаранта Приморская. Входит в состав кантона Сен-Жени-де-Сантонж. Округ коммуны — Жонзак.
Код INSEE коммуны — 17325.

## Население
Население коммуны на 2010 год составляло 522 человека.
| 1962 | 1968 | 1975 | 1982 | 1990 | 1999 | 2010 |
| ---- | ---- | ---- | ---- | ---- | ---- | ---- |
| 810  | 790  | 699  | 606  | 584  | 548  | 522  |